# Franklin (New Hampshire)
Pour les articles homonymes, voir Franklin.
La ville américaine de Franklin est située dans le comté de Merrimack, dans l’État du New Hampshire. Elle comptait 8 477 habitants lors du recensement de 2010.
18,4 % de sa population vit sous le seuil de pauvreté,

## Géographie
La ville est située à la confluence des rivières Winnipesaukee et Pemigewasset qui se joignent pour former le fleuve Merrimack.